# Berta Ojea
Berta Ojea (n. La Corunya) és una actriu espanyola a la qual li va donar més popularitat el paper d'Ofelia en l'adaptació cinematogràfica de Mortadelo i Filemó de Javier Fesser.

## Biografia

### Inicis
Berta Ojea estudia música sent nena en el Conservatori de la Corunya i uns anys després va cantar a Madrid, Barcelona, Viena i París.
Assisteix a les classes magistrals de Montserrat Caballé, Jessye Norman i Alfredo Kraus, entre d'altres.
Comença els seus estudis d'interpretació amb John Strasberg.
Realitza seminaris d'interpretació amb Claudio Tolcachir, Fernando Piernas, Augusto Fernandes, Bruce Myers, Jean Guy Lecat i Carlos Gandolfo.
Encara que la seva formació més significativa la realitza amb Juan Carlos Corazza, estudi amb el qual segueix vinculada fins al dia d'avui.

### Carrera
Amb una llarga i versàtil experiència teatral, cinematogràfica i de TV. Ha realitzat també alguna incursió en la direcció teatral i des de fa un temps com a docent i coach d'interpretació.
Ha treballat amb directors com: Benito Zambrano, Javier Fesser, Philippe Le Guay, Álex de la Iglesia, Guillermo del Toro, Miguel Bardem, Tamzin Townsend, Emilio Hernández, Juan Carlos Pérez de la Fuente, Gustavo Tambascio i un llarg etcètera.

## Filmografia
- Mortadelo y Filemón contra Jimmy el "Cachondo" - Dir. Javier Fesser (2014)
- La voz dormida - Dir. Benito Zambrano (2011)
- Ni pies ni cabeza - Dir. Antonio del Real (2011)
- ¿Ónde está a felicidade? - Dir. Carlos Alberto Riccelli (2010)
- Les Femmes du 6ème étage - Dir. Philippe Le Guay (2010)
- Los muertos van deprisa – Dir. Ángel de la Cruz (2009)
- Mortadelo y Filemón. Misión: salvar la Tierra – Dir. Miguel Bardem (2008)
- El menor de los males – Dir. Antonio Hernández (2007)
- Escuela de seducción – Dir. Javier Balaguer (2004)
- Platillos volantes – Dir. Óscar Aibar (2003)
- La gran aventura de Mortadelo y Filemón – Dir. Javier Fesser (2003)[3]
- 800 balas – Dir. Álex de la Iglesia (2002)
- Solo mía – Dir. Javier Balaguer (2001)
- La mujer de mi vida – Dir. Antonio del Real (2001)
- El espinazo del diablo – Dir. Guillermo del Toro (2001)
- El crimen del cine Oriente – Dir. Pedro Costa (1997)
- A metade da vida – Dir. Raúl Veiga (1994)

## Sèries de televisió

### Fixa
- La Señora (2008-2010). TVE 1.
- A vida por diante (2006-2008). TVG.
- A las once en casa (1997-1998). TVE 1.
- La verdad (2018). Telecinco. Como Rosario

### Episòdica
- La que se avecina (2019). Telecinco. Com a Sor Pilar
- Fuera de control (2006). TVE 1. Com Paqui
- La sopa boba (2004). Antena 3. Com María
- El comisario (2004). Telecinco. Com Perruquera
- Aquí no hay quien viva (2003). Antena 3. Com Isabel
- Hospital Central (2000). Telecinco. Com Jacinta Estebánez
- El botones Sacarino (2000). TVE 1
- Manos a la obra (1998). Antena 3
- Hermanas (1998). Telecinco
- El destino en sus manos (1995). TVE

## Teatre
- Mi sobrino el concejal – Dir. Esteve Ferrer
- Fugadas – Dir. Tamzin Townsend
- La discreta enamorada – Dir. Gustavo Tambascio
- El acero de Madrid – Dir. Joaquín Vida
- El burgués gentilhombre – Dir. Gustavo Tambascio
- Matrimonio secreto – Dir. Jesús Castejón
- Doce mujeres sin piedad – Dir. Rafael Ramos de Castro
- El fin del mundo – Dir. Luis Lázaro
- Violetas para un Borbón – Dir Francisco Vidal
- Ex simbols – Dir. B. Ojea
- Mujeres al vapor – Dir. Consuelo Trujillo
- Pelo de tormenta – Dir. Juan Carlos Pérez de la Fuente
- Incorrectas – Dir. Emilio Hernández
- Hipólito – Dir. Emilio Hernández
- Pavlovsky es otra cosa – Dir. Ángel Pavlovsky
- Un espíritu burlón - Dir. César Oliva Bernal

## Curtmetratges
- Obsesión – Dir. Carlos Esteban

## Teatre musical i òpera
- El matrimonio secreto – Dir. Jesús Castejón
- El niño judío – Dir. Jesús Castejón (Teatro de La Zarzuela)
- Astres – Dir. Lluís Llach
- Esto no es Broadway – Dir. Ángel Pavlovsky
- Carmen
- Las bodas de Fígaro

## Premis i nominacions
Premis de la Unión de Actores
| Any  | Categoria                              | Pel·lícula                              | Resultat   |
| ---- | -------------------------------------- | --------------------------------------- | ---------- |
| 2008 | Millor actriu de repartiment de TV     | La Señora                               | Guanyadora |
| 2003 | Millor actriu de repartiment de cinema | La gran aventura de Mortadelo y Filemón | Nominada   |

Premis Mestre Mateo
| Any  | Categoria                                    | Pel·lícula              | Resultat |
| ---- | -------------------------------------------- | ----------------------- | -------- |
| 2008 | Millor interpretació femenina de repartiment | Los muertos van deprisa | Nominada |

Premi Meliá Recoletos de l'Asociación Amigos del Teatro de Valladolid
| Any  | Categoria                     | Pel·lícula         | Resultat   |
| ---- | ----------------------------- | ------------------ | ---------- |
| 2015 | Millor interpretació femenina | Un espíritu burlón | Guanyadora |